# 설문대할망
설문대할망은 제주 신화에서 제주도를 만들었다고 전해지는 여신이다. 지역에 따라 선문대할망, 설문대할망, 설명두할망, 세명뒤할망 등으로 나타나며, 《탐라지(耽羅誌)》<담수계편>에는 설만두고(雪慢頭姑)라고도 표기되어 있다. 또한 18세기 장한철(張漢喆)이 지은 <표해록(漂海錄)>에 사람들이 한라산을 보고 살려달라고 비는 모습이 묘사되어 있는데 그때 그들의 입에서 나오는 말이 선마고(詵麻姑)이다. 마고에 빌었다는 의미로 설문대할망이 한자 선마고로 표기된 것이다.
한국구비문학(韓國口碑文學)에서는 한국에 내려오는 설화 등을 모아 신이담으로 분류하는데 신이담에는 기원담(起源譚) · 변신담(變身譚) · 응보담(應報譚) · 초인담(超人譚) 등의 설화가 전해온다. 설문대할망의 전설은 신이담(神異譚) 중 초인담(超人譚)으로 분류하는 설화이다. 제주에서는 묻혀 죽은 노파라는 뜻에서 '매고(埋姑)할망'이라고 불리게 되었다는 설화와 함께 마고와 비교되는 할망으로 전해진다.

## 전설
설문대할망은 키가 엄청나게 커서 한라산을 베개 삼고 누우면 한 발은 성산일출봉에, 또 한발은 현재 제주시 앞바다에 있는 관탈섬에 걸쳐졌다. 관탈섬에 빨래를 놓고 팔은 한라산 꼭대기를 짚고 서서 발로 빨래를 문질러 빨았다고 한다.
제주의 360여 개의 많은 오름(側火山)들은 설문대할망이 제주를 만들기 위해 치마폭에 흙을 담아 나를 때 치마의 터진 구멍으로 조금씩 새어 흘러 된 것으로 전해진다. 마지막으로 날라다 부은 것이 한라산이 됐다는 이야기다.
이외에도 설문대할망이 제주 사람들에게 명주 100동 (1동은 50필)을 모으면 목포를 잇는 다리를 놓아주겠다고 했다.

## 죽음
설문대할망은 태초에 제주섬 곳곳의 지형을 형성시키는 제주도의 여성 거인신으로 설문대할망과 오백장군이라는 설화에 따르면 500아들(오백장군 설화)이 먹을 음식(죽)을 만들다가 그 죽에 빠져 죽었다고 하기도 하고 큰 키를 자랑한다고 한라산에 있는 물장오리(오름)에 들어섰다가 끝없는 깊이에 빠져 그만 죽고 말았다는 설화도 있으며 바다에 빠져 죽었다고도 전해진다.
어렸을때 라디오방송으로 들었던 (전설따라 삼천리)에 따르면 한라산 정상에 있는 깊고 깊은 백록담에 빠져 죽었다고도 들었다.

## 같이 보기
- 마고 (신화)
- 돌하르방

## 참고 문헌
- 장주근, 『한국의 신화』(성문각, 1964)
- 진성기, 『남국의 전설』(일지사, 1968)
- 현용준, 『제주도 전설』(서문당, 1968)
- 『한국구비문학대계』9-2 -제주도 제주시 편-(한국정신문화연구원, 1981)
- 장덕순, 『한국문학의 연원과 현장』(집문당, 1986)
- 『제주도 전설지』(제주도, 1985)
- 『제주의 민속』3-설화·민요·속담-(제주도, 1995)
- 고대경, 『신들의 고향』(도서출판 중명, 1997)
- 『제주여성문화』(제주도, 2001)
- 김순이, 『제주도 신화와 전설』1(도서출판 제주문화, 2001)
- 김순이, 『문화영웅으로서의 제주 여신들』(2001)
- 임동권, 「선문대할망 설화고」(『제주도』17, 1964)
- 이성준, 「설문대할망 설화연구」(『국문학보』10, 1990)